# Ermakova (Estonie)
Pour les articles homonymes, voir Ermakova.
 (décembre 2020).
Si vous disposez d'ouvrages ou d'articles de référence ou si vous connaissez des sites web de qualité traitant du thème abordé ici, merci de compléter l'article en donnant les références utiles à sa vérifiabilité et en les liant à la section « Notes et références ».
Ermakova est un village de la commune de Setomaa, situé dans le comté de Võru au sud-est de l'Estonie. Avant la réforme administrative d'octobre 2017, il faisait partie de la commune de Meremäe.

## Géographie
Ermakova se situe dans l'est du comté de Võru, près de la frontière avec la Russie, à 20 km au sud-ouest de Värska.